# Соболева, Марина Александровна
Марина Соболева (31 июля 1975) — Заслуженная артистка Карачаево-Черкесской республики (2000), Народная артистка Карачаево-Черкесской республики (2007)

## Биография
Успешно окончила Черкесское музыкальное училище, по классу Дирижёр-хоровик.
Солистка Государственной Карачаево-Черкесской филармонии.

С 1993—1995 — многочисленные гастроли по России.

С 1995—2000 — многочисленные гастроли с эстрадной сольной программой.

В 2000 году Марина Соболева — дипломант Всероссийского конкурса молодых эстрадных исполнителей в Краснодаре. В тот же год Марина закончила Карачаево-Черкесский Педагогический Университет, получив диплом по специальности «Учитель музыки».
В октябре 2000 года певице Марине Соболевой присвоено почётное звание Заслуженной артистки Карачаево-Черкесской республики.

В 2005 г. В Москве выходит сольный альбом, с песнями нашедшими своего слушателя.

Самым значимым событием 2007 года для Марины Соболевой — присвоение ей почётного звания Народной артистки Карачаево-Черкесской республики за заслуги в творческой работе.

В 2007—2008 годах певица издала 4 сольных эстрадных альбома.

В 2008 году Марина в Нальчике удостоена Высшей музыкальной награды Кавказа Мирового Артийского комитета за 2008 год- «Золотой микрофон».

В 2010 году награждена Орденом «За благие дела».

## Дискография

### Студийные альбомы
- 2006 — «Июльское варенье»
- 2007 — «С любовью к Вам!»
- 2008 — «Останься»
- 2008 — «На Юге»
- 2008 — «Земля моя»